# Honda CRF 250 L
Die Honda CRF 250 L ist ein Enduro-Motorrad des japanischen Herstellers Honda, das 2013 auf den europäischen Markt kam.

## Technik
Angetrieben wird die CRF 250 L von einem Viertakt-Einzylindermotor mit zwei obenliegenden Nockenwellen und vier Ventilen, der bereits in der CBR 250 R eingesetzt wird. Durch eine Ausgleichswelle wird die Laufruhe des Motors verbessert. Das Kraftstoff-Luft-Gemisch wird von einer PGM-FI (programmed fuel injection) Einspritzanlage mit 36 mm Drosselklappendurchmesser bereitgestellt.
Die aus dem Motorsport stammende Upside-Down-Gabel von Showa hat Gleitrohre mit 43 mm Durchmesser und einem Federweg von 250 mm. Aluminium-Gabelbrücken mit Doppelklemmung sollen die Gabel versteifen. Die Hinterradschwinge mit Pro-Link-Aufhängung und einem Showa-Federbein mit 240 mm Federweg besteht aus einer Aluminiumlegierung. Federkonstante und Dämpfungscharakteristik sind ein Kompromiss zwischen Straßeneinsatz und Offroad-Betrieb.
Das Vorderrad wird mit einer gelochten 256-mm-Bremsscheibe mit gewellter Außenkontur („Wave“) und einer Doppelkolben-Bremszange gebremst, am Hinterrad sitzt eine 220-mm-Wave-Bremsscheibe mit einer Einkolben-Bremszange.
Das in seiner Helligkeit verstellbare, digitale Anzeigeinstrument informiert über Geschwindigkeit, Kraftstoffstand, Uhrzeit, Kilometerstand; es hat zwei Tageskilometerzähler und diverse Kontroll-Leuchten.
Für das Modelljahr 2017 hat Honda die CRF 250 L an die Euro4 Norm angepasst, was unter anderem zur Ausrüstung mit einem serienmäßigen ABS führte. Für andere Märkte, wie z. B. die USA, wird weiterhin eine Variante ohne ABS angeboten. Äußerlich ist die neue CRF an der anderen Lackierung (mehr rot) erkennbar, welche sich an den aktuellen MX-Modellen von Honda orientiert. Die Leistung stieg auf 25 PS und es wurde der L die Rally-Variante zur Seite gestellt.

## Marktpositionierung
Bei den Enduro- und Motocrossmaschinen ist Honda mit der CRF-Baureihe bereits seit Jahren erfolgreich, das Supermoto CRF 250 M rundet das Programm ab.

„Eine Enduro zum Brötchenholen und den gemäßigten Offroadabstecher.“